# 佐默海姆
佐默海姆（荷蘭語：Zomergem，荷蘭語發音：[ˈzoːmərɣɛm]）是比利时东佛兰德省的一个城镇和旧市镇。佐默海姆原为一独立市镇，2019年1月1日，佐默海姆与市镇洛芬德海姆和瓦尔斯霍特合并为新市镇利弗海姆。

## 历史
1977年，市镇奥斯特温克尔和龙瑟勒并入佐默海姆。2019年1月1日，佐默海姆与市镇洛芬德海姆和瓦尔斯霍特合并为新市镇利弗海姆，1977年合并前的各市镇成为了利弗海姆的片区。